# Presečno
Presečno je naselje v Občini Dobje.